# Condado de Doddridge
El condado de Doddridge (en inglés: Doddridge County), fundado en 1845, es uno de los 55 condados del estado estadounidense de Virginia Occidental. En el año 2000 tenía una población de 7.403 habitantes con una densidad poblacional de 9 personas por km². La sede del condado es West Union.

## Geografía
Según la Oficina del Censo, el condado tiene un área total de 829 km² (320,1 mi²), de la cual 829 km² (320,1 mi²) es tierra y 0 km² (0 mi²) (0.02%) es agua.

### Condados adyacentes
- Condado de Wetzel - norte
- Condado de Harrison - este
- Condado de Lewis - sureste
- Condado de Gilmer - sur
- Condado de Ritchie - oeste
- Condado de Tyler - noroeste

### Carreteras
- U.S. Highway 50
- Ruta de Virginia Occidental 18
- Ruta de Virginia Occidental 23

## Demografía
En el 2000 la renta per cápita promedia del condado era de $26,744, y el ingreso promedio para una familia era de $30,502. En 2000 los hombres tenían un ingreso per cápita de $26,902 versus $20,250 para las mujeres. El ingreso per cápita para el condado era de $13,507. Alrededor del 19.80% de la población estaba bajo el umbral de pobreza nacional.

## Comunidades

### Pueblo
- West Union

### Otras comunidades
- Center Point
- New Milton
- Smithburg
- Ashley